# Trevor Stines
 (octobre 2017).
Si vous disposez d'ouvrages ou d'articles de référence ou si vous connaissez des sites web de qualité traitant du thème abordé ici, merci de compléter l'article en donnant les références utiles à sa vérifiabilité et en les liant à la section « Notes et références ».
Trevor Stines, né le 15 juillet 1996 à Olympia dans l'État de Washington, est un acteur américain.
Il est principalement connu pour avoir incarné Jason Blossom dans la série télévisée Riverdale.

## Filmographie

### Cinéma
- 2015 : A Tragic Love Story : Chester
- 2016 : The Amityville Terror (en) : Brett

### Télévision
- 2013 : The Fosters (série TV) : Tristan Chacones
- 2017 : Riverdale (série TV) : Jason Blossom / Clifford Blossom adolescent (saison 3, épisode 4)
- 2019 : Souviens-toi, notre secret l'été dernier... (Secrets at the Lake) (TV) : Rick Rhodes
- 2019 : Mon fils, piégé dans un réseau d'escort boys ! (Purity Falls) (TV) : Jason